# آنا ویلانوئوا
آنا جوزفا ویلانوئوا فابیان (به انگلیسی: Ana Josefa Villanueva Fabián؛ متولد ۲۰ مارس ۱۹۸۲ در کوتویی) کاراته‌کایی از جمهوری دومنیکن است که در بازی‌های پان امریکن ۲۰۱۱ و ۲۰۱۵ موفق به کسب مدال طلا شد.

## حرفه
ویلانوئوا در بازی‌های آمریکای مرکزی و کارائیب ۲۰۰۶ که در کلمبیا برگزار شد، در مسابقات کومیته تیمی برنده مدال طلا شد.
در مسابقات قهرمانی آمریکای مرکزی و کارائیب ۲۰۰۹ که در سانتیاگو، جمهوری دومنیکن برگزار شد، آنا در کومیته تیمی موفق به کسب مدال طلا و در کومیته ۵۰- کیلوگرم برنده مدال نقره شد. سال بعد، در مسابقات قهرمانی آمریکای مرکزی و کارائیب ۲۰۱۰، او در کومیته ۵۰- کیلوگرم مدال طلا و در دسته اوپن مدال برنز را از آن خود کرد.
آنا در بازی‌های آمریکای مرکزی و کارائیب ۲۰۱۰ دو مدال برنز، یکی در کومیته ۵۰- کیلوگرم و دیگری در کومیته تیمی بدست آورد.